# Château de Born (Pays-Bas)
Pour les articles homonymes, voir Château de Born.
Le château de Born est un château situé dans le village éponyme de Born, qui fait maintenant partie de la municipalité de Sittard-Geleen.

## Description du château
Le château actuel se compose des ruines d'une ancienne maison noble rectangulaire classique avec quatre tours d'angle et une forteresse séparée et une ancienne ferme du château. Ce bailey extérieur se composait à l'origine de trois ailes reliées autour d'une cour; une aile nord composée d'une maison d'écuries et d'écuries, une aile centrale avec écuries et granges et une aile sud avec un hangar à véhicule, une grange et une écurie. L'aile centrale a été démolie au XVIIIe siècle et un nouveau bâtiment moderne a été construit sur ce site en 1989. Le château, protégé par un fossé, a été détruit par un incendie le 28 août 1930. Il a été construit dans le style architectural de la Renaissance mosane avec des cadres de fenêtres en pierre bleue et des bandes de marnes comme joncs sur les coins des tours d'angle et définissant les étages.

## Histoire et propriétaire
La première mention du bâtiment est l'année 1150 où il y avait un château médiéval situé sur le site de la ruine actuelle et qui appartenait à Gossuin Ier de Born, le plus ancien seigneur de Born connu. Il vendit le château en 1154 à Hendrik van Leyen, prince-évêque de Liège et (peut-être?) fils d'Henri Ier, comte de Limbourg et d'Arlon. Par la suite, le château est devenu la propriété successivement des familles «Van Valkenburg» et «Van Salm». Lors de la croisade des pauvres de 1309, un pogrom eut lieu au château de Born : 110 juifs, de Sittard et Susteren, protégés par Renaud de Valkenburg au château, furent massacrés par une foule, où le château fut incendié. En 1400, Jan van Salm vendit le château au duc Guillaume III de Juliers.
En 1538, la maison forte de Born fut en partie démolie. Après une courte occupation par la famille van Drimborn, le château revint aux mains des Juliers. En 1647, Wolfgang Willem du Palatinat-Neuburg, comte de Juliers, vendit la ruine à Jan Arnold van Leerode, un comte de Heinsberg, en Allemagne. En 1666, il fit construire le château actuel comme château témoin à proximité de l'ancien château. Le dernier comte de Leerode à habiter le château est Frans Adam. Il est également le dernier à détenir le titre de comte impérial. En 1795, avec l'arrivée des Français, tous les privilèges féodaux sont abolis et en 1800 des communes sont établies dans les anciennes seigneuries.
Le 30 mars 1813, Maximilian van Leerode vend ses biens, dont les châteaux de Born et de Grasbroek, le moulin à eau et celui à vent situés à proximité de ces châteaux. Maximilien part ensuite vers la terre de ses ancêtres prussiens où il meurt en 1819 à l'âge de 32 ans. Le nouveau propriétaire est alors Lodewijk Matheus Gilissen, un industriel de Maastricht.
Les héritiers de Gilissen vendirent à leur tour la propriété au propriétaire foncier Hendrik de Cramer, marié à Elise Ransonnet. Leur héritière était la fille Joanna Clementina de Cramer, mariée à Jean Baptiste Barbou de Roosteren et plus tard au comte belge Amédé du Puis de Watremont. Son fils Johannes Barbou hérite du château de Grasbroek avec dépendances et son fils du second mariage, Henri du Puis de Watremont, hérite du château de Born avec dépendances. Henri mourut en 1906, après quoi le château du Born revint à Jean Barbou. Son fils Etiënne hérita du château et fut le dernier occupant jusqu'à ce qu'il soit détruit par un incendie en août 1930.

## Présent
En 1955, la famille Barbou de Roosteren vend les ruines du château à la commune de Born. Les ruines sont inscrites dans le registre des RijksMonumenten (monuments historiques) le 11 février 1969.
Il n'y a jamais eu de projet de reconstruction après l'incendie. Cependant, la ferme du château et le bailey extérieur ont été entièrement restaurés dans les années 1989-1990, tandis que la nouvelle aile centrale a été construite simultanément. Après cela, ces bâtiments ont été utilisés comme mairie de la commune de Born. Après la réorganisation municipale de 2001, Born a été incorporé dans la nouvelle municipalité de Sittard-Geleen et certains bâtiments ont été utilisés comme archives municipales. Derrière les ruines du château se trouve le parc du château, qui est maintenant utilisé comme parc de promenade et parc animalier. Il est possible d'y voir des lynx, des chameaux, des flamants roses et des macaques de Barbarie.
Un projet de consolidation a été lancé en 2000 pour protéger les ruines du château d'une nouvelle dégradation.

## Galerie

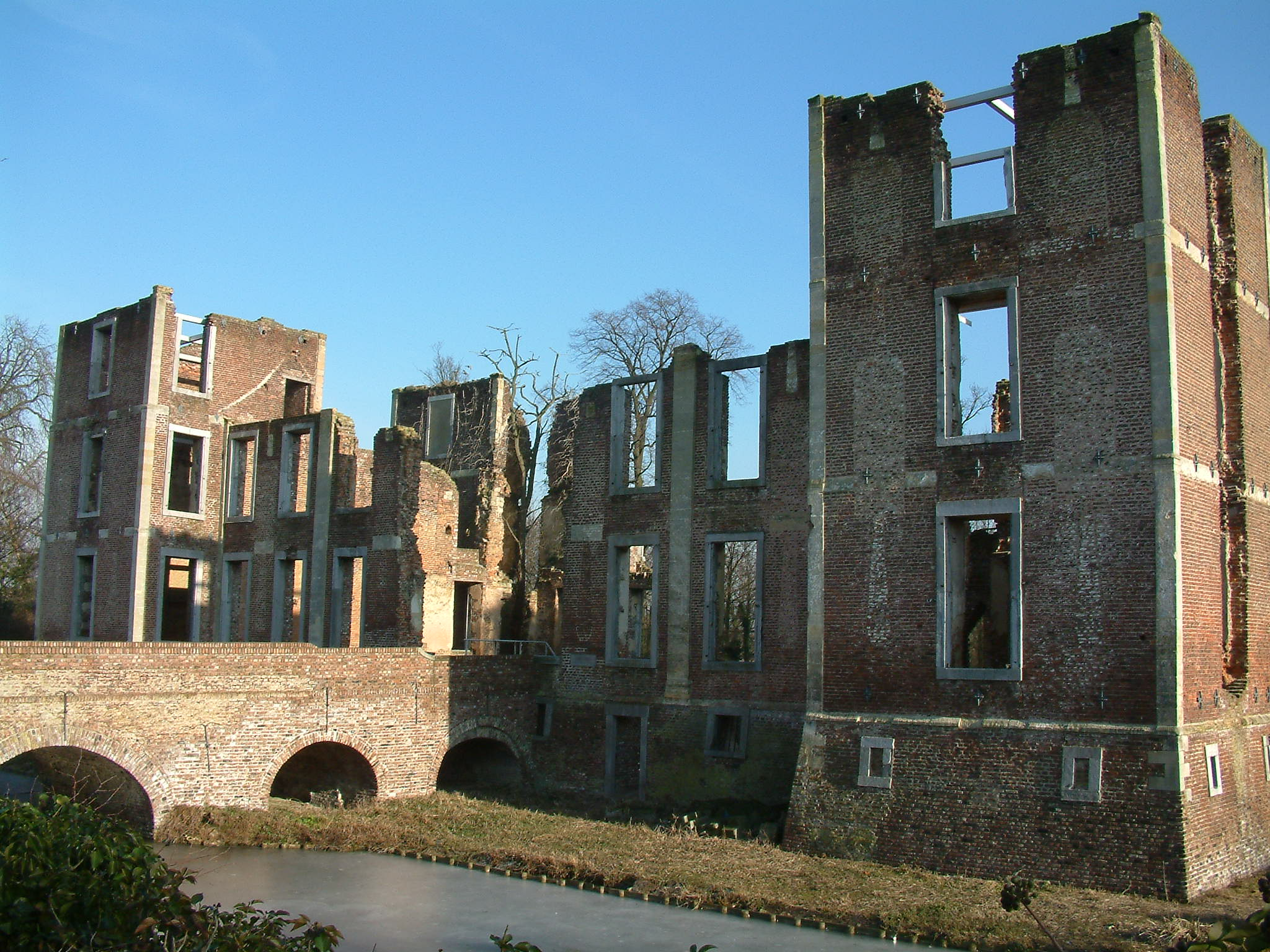
Vue des ruines du château
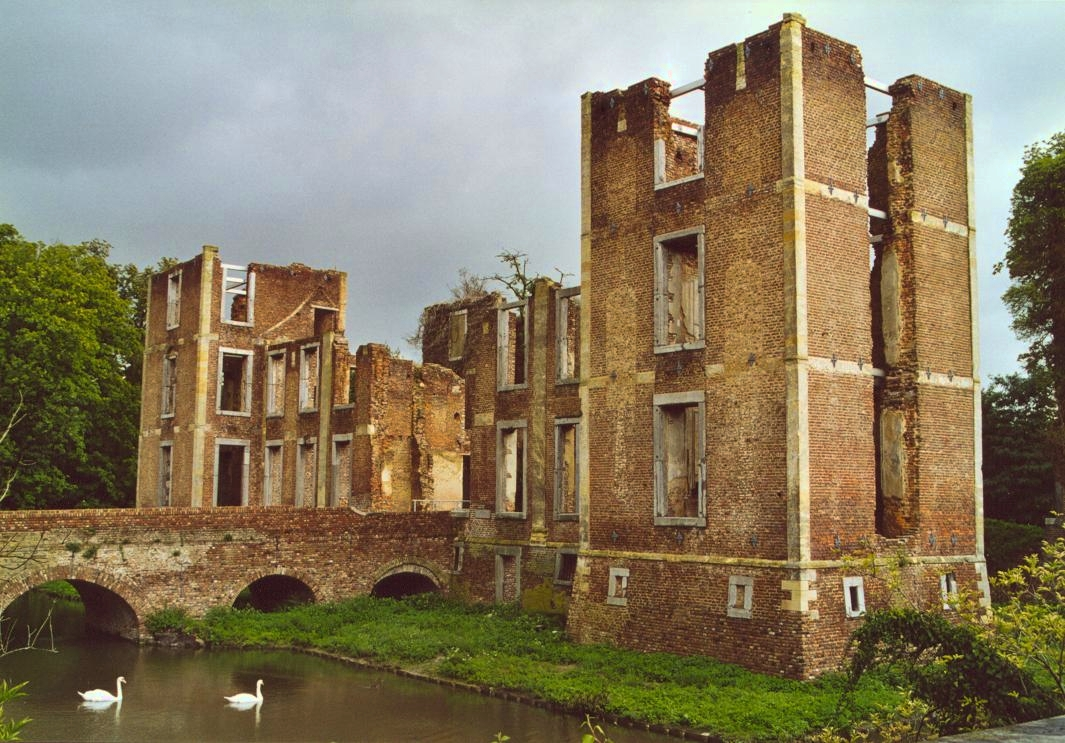
Vue du château avec son fossé inondé
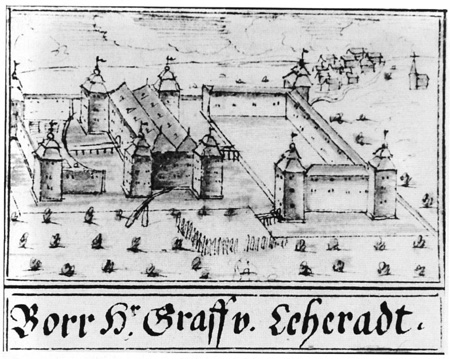
Le château dans le Codex Welser vers 1723
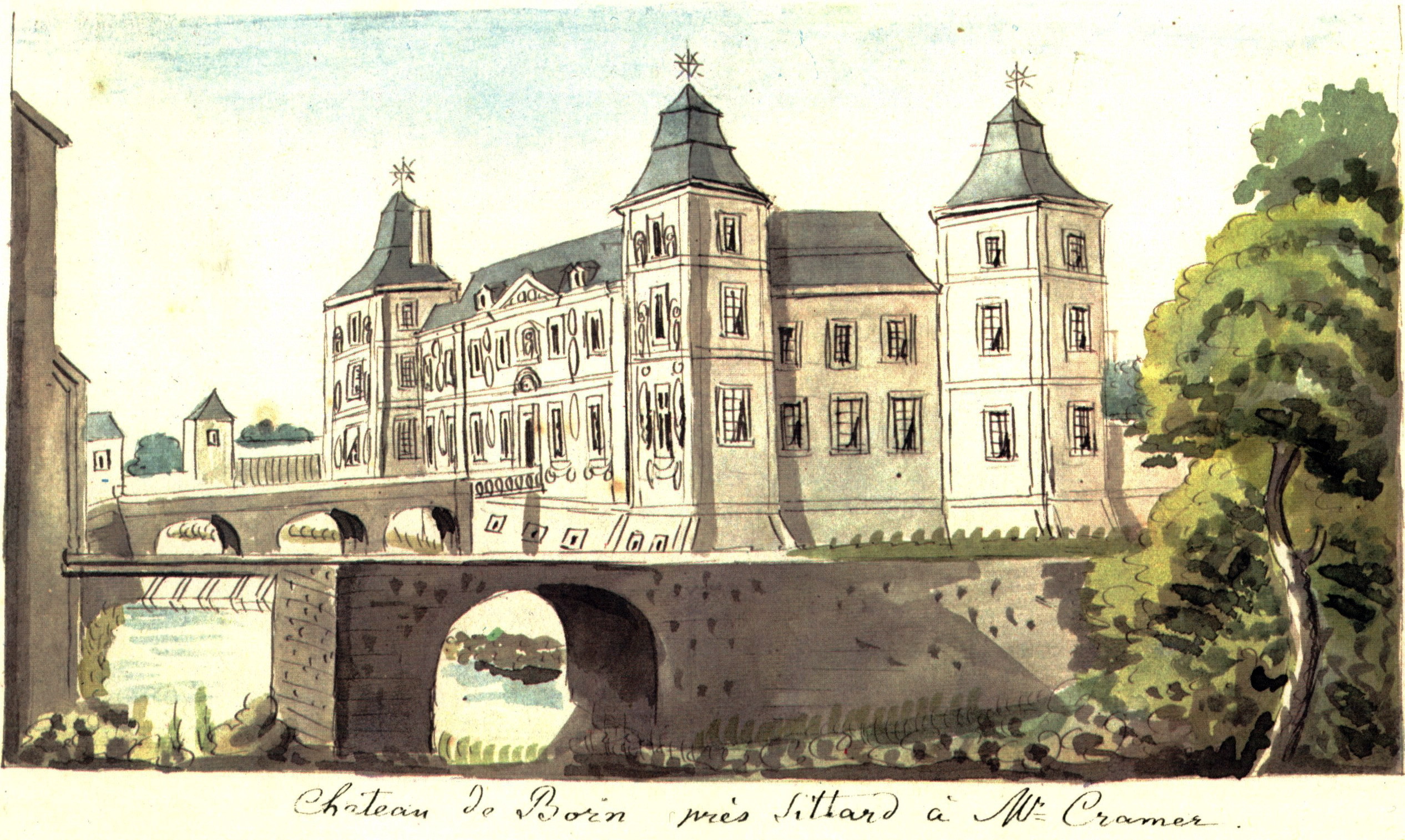
Vue du château vers 1840-60. Dessin de Philippus van Gulpen (nl) (1792-1862)